# Pietro Manghisi
Pietro Manghisi P.I.M.E., né le 7 janvier 1899 à Monopoli et mort assassiné le 15 février 1953 en Birmanie, est un prêtre missionnaire italien considéré comme martyr par sa congrégation.

## Biographie

### Formation

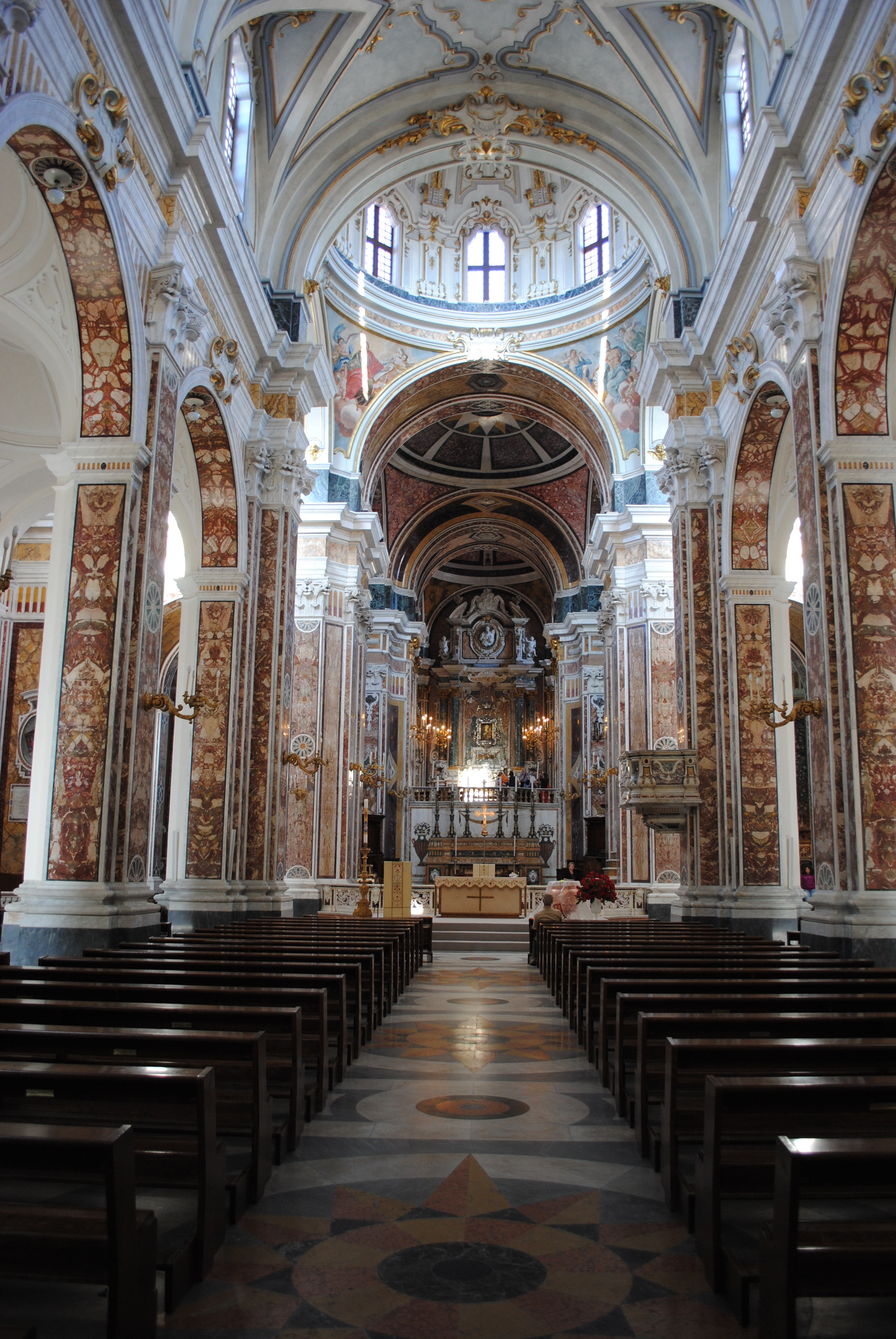
Intérieur de la cathédrale de Monopoli.

Pietro Manghisi naît sixième de douze enfants d'une famille d'agriculteurs aisés à Monopoli au sud de Bari. Il poursuit ses études secondaires au petit séminaire, puis est enrôlé au front en novembre 1917 sur l'Asolone del Grappa, tout de suite après, il est destiné au bureau « Expertises des dommages de guerre » à Milan. Désormais le séminaire et la volonté d'étudier semblent éloignés. Il n'habite pas à la caserne, mais dans une pension avec des amis, et après des journées de travail sur les feuilles de cadastre, il passe ses soirées à jouer aux cartes et au billard ou bien à aller au cinéma, etc., mais il est conscient d'une certaine désillusion .
Il essaie de reprendre en privé des études, mais il échoue au baccalauréat. À l'automne 1921, après avoir réussi son examen au repêchage, il s'inscrit avec l'accord de son père à l'université de Bari, mais il ne se rend pas aux premiers cours car il a décidé de devenir prêtre. Il entre donc au séminaire pontifical régional de Molfetta et un an plus tard au séminaire méridional des missions étrangères, à peine ouvert par le Père Manna. Après la fin de ses études de théologie à Milan, il est ordonné prêtre le 6 juin 1925 à la cathédrale de Monopoli. Dans la nuit du 16 octobre suivant, il embarque à Naples avec quatorze autres missionnaires pour Kengtung en Birmanie, alors protectorat britannique.

### Missionnaire
Après un an et demi d'étude de la langue à Kengtung, le jeune missionnaire est destiné à Mong Ping, avant-poste de mission d'une zone de forêts montagneuses avec des villages éparpillés. Ici la vie est dure et en juin 1927, écrivant à son curé, il raconte : « Il y a déjà plusieurs jours que je me trouve parmi ces monts impraticables, sans sentiers, et avec un temps pluvieux qui fait venir l'ennui et accable l'âme déjà oppressée par la solitude. Si je n'avais pas été ici pour l'amour de Dieu et pour convertir les pauvres âmes, je ne serais pas capable d'y vivre pour tout l'or du monde. » Mais le Père Manghisi ne se décourage pas, sa foi et sa confiance en la prière le soutiennent dans son apostolat. Il soigne aussi des cas de malaria et de typhoïde et recueille des orphelins, ce qui lui vaut la confiance de la population lahu de la zone. 
Les montagnes sont aussi peuplées des tribus des Was surnommés les « coupeurs de tête » et leur territoire est interdit aux non-habitants par les autorités britanniques, car trop dangereux. Le Père Manghisi espère pourtant pénétrer dans leur territoire pour les connaître et les évangéliser. Finalement, après tant d'insistance, les autorités anglaises lui concèdent en 1937 le permis d'ouvrir un nouveau district parmi les Was,. Il s'installe donc à Mangphan, dans le district Wa, qui est un gros village bouddhiste à plus de trois mille pieds d'altitude. Il s'installe dans un hangar de paille, commence à distribuer médicaments, soigne les malades, ramasse les enfants abandonnés... Avec le temps, les « coupeurs de tête » l'aident à construire une maison, un petit dispensaire, un orphelinat et plus tard aussi une chapelle de bambou ! Bien inséré et estimé, il est contraint cependant le 21 juin 1940 à quitter les lieux. En effet l'Italie a déclaré la guerre à l'Angleterre et les missionnaires italiens qui vivent en Birmanie, colonie anglaise, sont arrêtés. Le P. Manghisi, bien qu'isolé dans la forêt, est accusé par les Anglais de fanatisme fasciste. « Oh pauvre monde, comme tu es ridicule ! – annote-t-il dans son cahier – pour un inoffensif petit missionnaire, combien de fracas ! ». Il est transféré à Kengtung, perquisitionné et privé de tous ses avoirs. En 1941, les Britanniques décident d'interner les civils européens dans des camps aux Indes, sauf dans un premier temps les Européens arrivés il y a plus de dix ans. C'est le cas du P. Manghisi qui est assigné à Lashio dans la plus grande inactivité. C'est alors que l'invasion japonaise frappe la Birmanie comme ailleurs et il doit quitter la ville. Les Japonais le soupçonnent d'être un espion à la solde des Anglais. La Kenpeitai (police politique japonaise) le surveille. En mai 1942, il est interrogé, frappé et torturé pendant cinq jours,, puis doit signer des excuses à l'armée japonaise. Le 15 avril 1945, les Japonais quittent la Birmanie et le P. Manghisi peut retourner à Lashio; mais la ville est détruite et occupée par deux régiments américains et vingt-cinq mille Chinois. Les soldats catholiques américains construisent une petite chapelle de bois et lui demandent d'être leur aumônier.

### Retour en Italie
En décembre 1948, le P. Manghisi est rappelé en Italie pour devenir recteur du séminaire de Ducenta. Cette nomination par le Père Manna ne le réjouit pas parce qu'il ne se sent pas à la hauteur et décalé par rapport à la situation actuelle de son pays, mais il obéit. Le 24 avril 1949, après vingt-quatre ans de mission, il est à Ducenta, disponible à commencer une autre vie. Il laisse un souvenir affectueux malgré un séjour fort bref. En effet, la Birmanie est devenue indépendante en janvier 1948, ce qui entraîne de graves tensions dans tout le pays, avec la rébellion de tribus du Nord, l'infiltration de soldats communistes et de Chinois en fuite. Le nouveau gouvernement décide de mesures très restrictives à l'égard des étrangers et expulse tous ceux qui sont arrivés après 1930. or le P. Manghisi est le seul Italien à avoir eu un visa antérieur. Aussi ses supérieurs lui demandent de retourner en Birmanie pour s'occuper du suivi de la mission. Il est de retour en janvier 1950.

### Retour en Birmanie et martyre

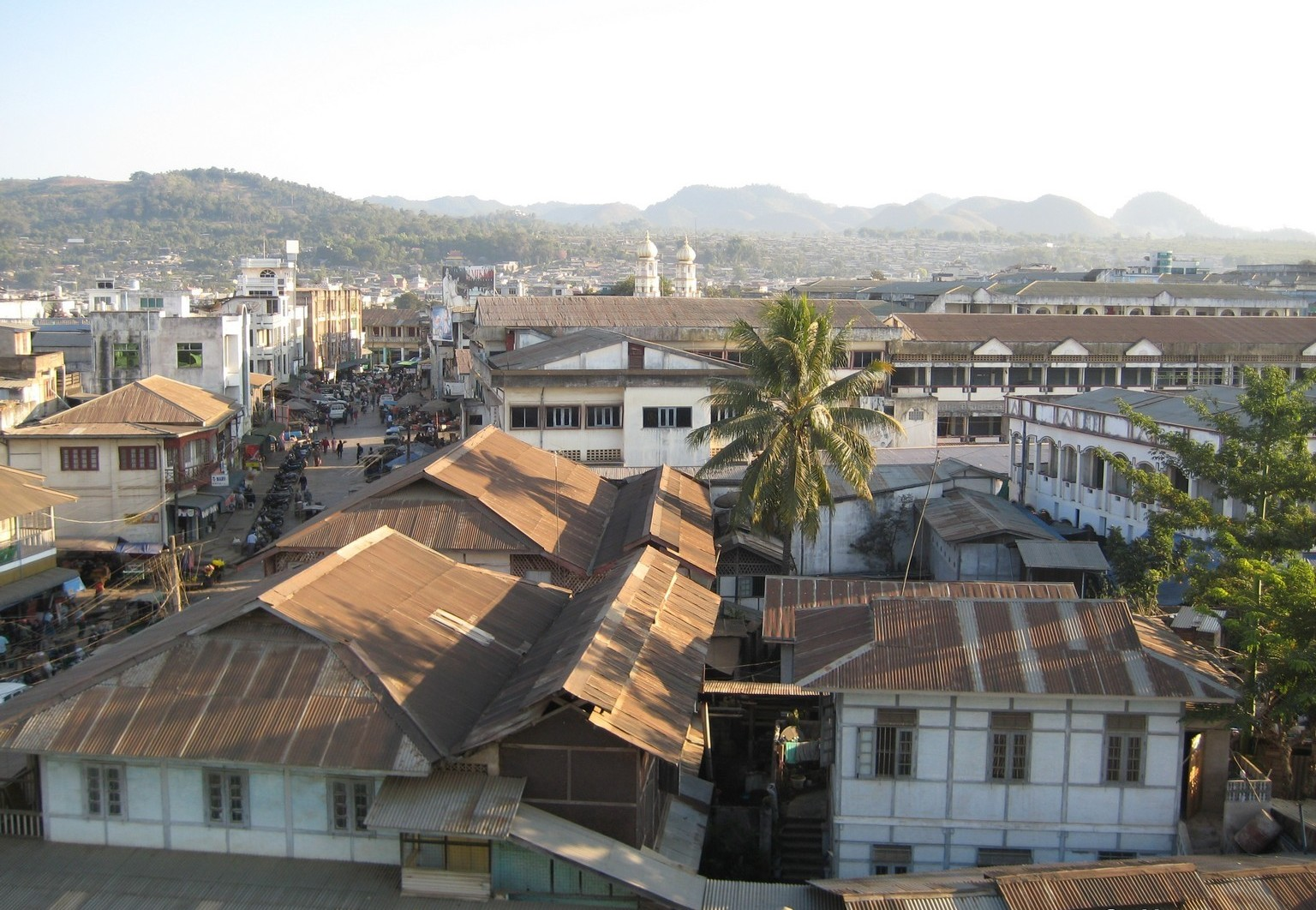
Vue de Lashio en 2010.

La prise de pouvoir des communistes en Chine à la fin de l'année 1949 déstabilise toute la région. En janvier 1950, le P. Manghisi se trouve à Namtu sur les monts Cariens : « Ici il y a beaucoup de misère. Pendant les luttes entre les rebelles j'ai eu des morts parmi les chrétiens, dont un catéchiste. Maintenant nous avons peur que nous soyons la cible des communistes chinois. Il y a déjà beaucoup de Chinois ici qui se sont échappés de Chine à cause de la famine et des taxes. Dans notre mission de Kengtung, les troupes chinoises nationalistes en déroute se sont répandues sur les monts portant eux aussi peur et famine ».
Le district de Lashio, où le Père Manghisi est affecté en 1951, est proche de la frontière avec la Chine. Il est donc encore plus soumis aux incursions et aux représailles des soldats irréguliers chinois qui s'adonnent au brigandage. Les villages cariens organisent leurs propres milices pour se défendre. le Père Manghisi soigne les blessés et refuse de quitter son peuple. Le 15 février 1953, alors qu'il est à bord de sa jeep, il tombe dans une embuscade tendue par les guerriers chinois. C'est le chauffeur de la jeep qui raconte ce qui est arrivé : « Le matin, le père célébra la messe pour les soldats, au campement de Nampaka et aussitôt continua le voyage en jeep vers la frontière. Le prêtre voulut conduire et moi je m'asseyais à son côté. Pendant la route nous chargeâmes deux vieilles femmes et un enfant. Au 91º mille au nord de Lashio, pendant que la jeep passait sur un pont, commença une décharge de mitraillette de la colline en face. Je sautai en dehors de la voiture et roulai sous le pont, me mettant donc à l'abri, mais la mitraille continuait enragée. L'auto ralentit et, à peine le pont dépassé, le père tomba sur le bord de la route avec le crâne transpercé par un projectile, tandis que la voiture se fracassait contre la montagne. Une dizaine de guerriers chinois se précipitèrent en bas de la colline sur la jeep. Et moi, sorti de ma cachette, je courus jusqu'au prêtre qui me reconnut, mut les lèvres, écarquilla les yeux et expira. Alors je suppliai les guerriers de m'aider à porter le cadavre, mais ils m'intimèrent avec les fusils couchés en joue « Laisse les morts où ils sont et va-t'en, si tu tiens à ta peau... ».
Depuis 1962, au 91º mille de la Burma road, une croix blanche, avec une dalle en marbre, rappelle aux passants le martyre du Père Pietro Manghisi et témoigne de sa fidélité à la vocation missionnaire.